# فلامینگو لاس وگاس
فلامینگو لاس وگاس (به انگلیسی: Flamingo Las Vegas) نام یک هتل و کازینوی معروف در شهر لاس وگاس در آمریکا است.